# Holsterburg
De Holsterburg is een kasteelruïne uit de 13de eeuw in Warburg.

## Geschiedenis
In 1191 stichtten de broers Hermann en Bernard Berkule een burcht in de buurt van het dorp Holthusen, dat in 1170 voor het eerst vermeld werd en dat inmiddels verdwenen is. Het geslacht Berkule bouwde de burcht om de handelsroute van Warburg naar Kassel en de hoeves in de buurt te controleren. Het geslacht was echter berucht omdat ze met hun gedrag naar dat van roofridders neigden: het onderdrukte met harde hand de plaatselijke boeren.
De stijgende onderdrukking door de Berkules leidde ertoe dat vele boeren in de streek naar het pas gestichte Warburg vluchtten. Warburg nam de boeren in vele gevallen op, wat een doorn in het oog van de Berkules was. Vanaf de jaren 1240 dwongen zij de stad daarom om boeren uit hun land pas op te nemen als hun toenmalige heer, Hermann Berkule, daar toestemming voor gaf. Dat verdrag hield echter niet lang stand en in 1245 vielen de ridders de stad aan. In de volgende jaren konden de ridders hun macht nog verder uitbreiden door op de Calenberg een nieuw laaglandkasteel te bouwen: de Burg Calenberg.
In de daarop volgende decennia laaiden de conflicten tussen de burcht en de omliggende dorpen en steden steeds hoger op. In de jaren 1290 overvielen de ridders steeds vaker goederentransporten en burgers, en ridders uit de omliggende streken begonnen op wraak te zinnen. Op 6 november 1294 sloot de bisschop van Paderborn, Otto von Rietberg, de heer van het gebied, een bondgenootschap met de plaatselijke burgers om de vrede in de streek te herstellen. Hij wilde zo ook zijn concurrenten uit Mainz en Keulen een hak te zetten: de Berkules waren namelijk bondgenoten van die bisschoppen. Bisschop Otto verklaarde dat hij alles in het werk zou stellen om zij die aan de verwoesting van het kasteel deelnamen en kasteelbewoners gevangen hielden of executeerden, tegen mogelijke wraakacties zou beschermen. Daarop bestormden krijgers uit Warburg, Marsberg, Höxter, Fritzlar, Hofgeismar, Wolfhagen en Naumburg de burcht en verwoestten hem. Enkele gevangengenomen ridders werden geëxecuteerd. Johann Berkule, de toenmalige kasteelheer, onderwierp zich aan de bisschop van Paderborn, die zijn leven spaarde en hem tot een van de zijn burgmannen in Warburg maakte. De burcht op de Calenberg ging naar de bisschop over die hij daarop met mensen uit zijn gevolg bezette.

## Opgravingen
De kasteelruïne werd vroeger als een mottekasteel geïdentificeerd, maar uit recentere opgravingen is gebleken dat het een laaglandkasteel is. Bij opgravingen uit 2010 kwam een achthoekige ringmuurconstructie aan het licht, wat de ruïne uniek maakt in Westfalen. Het omsloten areaal van de burcht bedraagt 428 m² en heeft een doorsnede van 24 meter. Ook werden er resten opgegraven van wat vroeger mogelijk een verwarmingssysteem was. Vandaag gaan de opgravingen nog steeds door.